# Radikální pravice
Radikální pravice se na politickém spektru nachází mezi krajní (extrémní) pravicí a umírněnou či středovou pravicí. Na rozdíl od krajní pravice není vyloženě antidemokratická. Na rozdíl od umírněné pravice ale odmítá zásadní principy liberální demokracie, jako je ochrana práv menšin, dělba moci a vláda dle principů právního státu. Často pod zástěrkou přímé demokracie nebo populismu tak útočí na nezávislé soudnictví, média i státní správu. Velmi často v kombinaci s populismem tvoří tzv. radikálně pravicové populistické strany, jak je definoval Cas Mudde. U nich hraje zásadní ideologickou roli také autoritarismus, nativismus a populismus.